# 廖燦昌
廖燦昌（1954年5月18日—），臺灣宜蘭縣員山鄉人。
2020年7月30日，包括任第一金融控股董座的廖燦昌等十人遭北檢因遠東航空掏空案起訴，廖燦昌於30日中午將辭呈遞交財政部長辦公室獲批准，創下公股銀行董總任內被起訴的首例。

## 經歷

### 第一金控
2019年4月，廖燦昌在行政院長蘇貞昌的任命下，回鍋公股行庫擔任第一金控與第一銀行董事長，此人事案當時遭多位立委質疑，蘇貞昌回應「用人唯才是唯一考量」。
2020年7月30日北檢以遠航掏空案起訴當時的合庫董座廖燦昌等人，廖當日以「避免影響集團營運」為由，遞交辭呈下台。

### 寶佳機構
廖燦昌在2017年因慶富案自合作金庫金融控股董座下台後，即到寶佳集團擔任「顧問」。有立委質疑合庫在此期間放貸給寶佳48億元是否合理。
2019年2月，寶佳在廖燦昌牽線下，與日盛金控兩大股東談併購。

### 合作金庫金控
曾任合作金庫金控與合庫銀行董事長。2017年11月，因慶富案遭到撤換。合庫在廖燦昌任內踩過放款中國索力倒閉、行員勾結投資客詐貸1億案等，爭議有遠東航空借貸案和龍邦炒股案。以及史上最大詐貸案潤崎潤寅，牽涉八百多億元！！

### 台灣中小企業銀行
曾任台灣中小企銀總稽核、副總經理、總經理，2013年7月升任董事長，任內實施新的行員關鍵績效指標（KPI）考核及晉級制度。

## 政界人脈

### 藍營人脈
- 廖過去一直被視為是吳敦義的人馬。廖燦昌於馬政府時代積極經營與吳敦義夫人蔡令怡的關係，據報導，2009年蔡令怡介紹他給了時任財政部長李述德，李於當年6月提拔他升任台企銀總經理；2012年5月，吳敦義就任馬英九的副總統後，廖燦昌於7月升任台企銀董事長；2014年6月再高升合庫金控董事長[8]。
- 廖燦昌與前雲林縣長張榮味是多年好友[9]。

### 綠營人脈
- 2017年，傳聞當年6月合庫金董監事改選會將被視為吳敦義人馬的廖燦昌換掉；但據說改選前，到行政院保廖的新潮流系立委不少，還有一位重量級的新系縣市長頻向總統兼民進黨主席蔡英文遊說，才讓廖得以連任[10]。
- 2019年廖燦昌回任一銀董座，4月8日立委賴士葆在立法院財政委員會質詢時指出，廖是桃園市市長鄭文燦推薦給行政院院長蘇貞昌的[11]。

## 爭議事件

### 遠航掏空案遭起訴
2020年7月30日，北檢偵結遠航掏空案，共起訴10人，包括第一金董事長廖燦昌、土銀董事長黃伯川、合庫總經理陳世卿，此三人為2019年4月才由行政院長蘇貞昌更換的公股行庫高層。
北檢指出，張綱維在遠航重整時期，不但掏空公司資產，更與時任合庫金董座廖燦昌合謀不法貸款，廖燦昌透過時任合庫銀總經理黃伯川層層向下施壓，讓遠航增貸，貸款金額22.5億元。遠航2019年12月宣佈停飛後（此時廖已轉任第一金董座、黃轉任土銀董座），合庫成為最大苦主銀行，受遠航債權轉列逾放以及增提備抵呆帳所致，導致母公司金控今年前5月獲利仍較去年同期衰退。
北檢表示，廖燦昌竟配合張綱維需求，置專業倫理於不顧，施壓合作金庫銀行基層作業人員違法放貸遠航公司，並依違反《證券交易法》、《銀行法》等罪起訴廖燦昌，請法院從重量刑。

### 因慶富案下台後回任公股行庫
2019年4月，廖燦昌在因慶富案下台後不到一年半，即在行政院長蘇貞昌的任命下，回鍋公股行庫擔任第一金控與第一銀行董事長，引發外界質疑這起人事是否適任。另一項爭議，為廖在被任命之前為寶佳集團的「顧問」，而寶佳集團與曾任台北縣長的蘇貞昌關係匪淺，及寶佳近年積極插旗金融界，因此這波公股人事案被外界質疑有寶佳的影子。

### 任寶佳機構顧問
廖燦昌在2017年因慶富案自合庫董座下台後，即到寶佳集團擔任「顧問」。有立委質疑合庫在此期間放貸給寶佳48億元是否合理。

### 因慶富案下台
2019年12月16日立法院財政委員會，廖燦昌以一銀董事長身份接受立委賴士葆質詢慶富案時，表示「我不清楚是因為什麼下台」。

### 遠航借貸案
遠東航空於2019年12月12日無預警宣布暫停營運，使放貸給遠航22億元的最大債權銀行合庫銀行受到外界關注。遠航在重整階段向安泰銀行貸款21億元、利率高達8％，直到2017年7月5日轉由合庫貸款給遠航24.5億元、利率降到僅3.5％，時任合庫董事長即為廖燦昌。
在此期間，2017年6月交通部民航局會計師查核遠航，發現遠航有31億元資金被轉到董事長張綱維的其他公司，認為遠航「繼續經營假設存有疑慮」，主動發函合庫能重新評估對遠航的借貸，並將意見書轉金管會銀行局處理。對此，銀行局同年8月發文提醒合庫「貴行辦理授信業務，應依徵授信原則『自主』審慎評估」、「不宜逕以民航局書函及所附資料，而有影響相關當事人權益之情事。」要求合庫不得對遠航雨天收傘。時任金管會主委為李瑞倉。合庫後續果然對遠航曝險沒有動作，直至2019年被倒帳22億元。

2020年7月30日台北地檢署偵辦遠東航空張綱維掏空35.9億元一案，起訴書內內容說明：
廖與張綱維私交甚篤，竟在明知張綱維被安泰銀行抽銀根後，仍指示下屬替張綱維違法放貸，．．．
因此時任合作金庫董事長廖燦昌、時任合庫副總經理的黃伯川（現任土銀董事長）合庫總經理陳世卿等人，都被被依違反銀行法的背信等罪起訴。

### 龍邦炒股案
2019年，龍邦集團總裁朱國榮因涉及炒股官司纏身，而放款給龍邦的銀行，以合作金庫及王道銀行占最大宗，總借貸金額逼近百億元。龍邦借款目的為投資買股，買了之後大部分又拿去質借貸款。據週刊報導，2016年起，龍邦及關係人以持有的股票陸續向合庫質押借款，時任合庫董座為廖燦昌，廖卸任之後，龍邦又將所持有的泰山股票持續向合庫質借，質借金額約8億元、達5成以上融資額。
2017年9月，龍邦以償還銀行借款及充實營運資金為由，在合庫擔保下發行25億元公司債，藉此償還債務，並將部分資金挪用來買股。龍邦向合庫短期融資設質比例，遠超過貸款銀行設定「不得超過銀行單一股票設質比例10％」的融資標準，倒帳風險極高。對此，合庫向週刊表示「一切依主管機關規定辦理」。

## 評價
- 國民黨立委賴士葆曾評價「廖燦昌是風派，風怎麼吹，你就怎麼倒。」廖燦昌則回應說「我沒那麼厲害。」[18]
- 前立委黃國昌形容廖燦昌「永遠的執政黨」，「誰有權力、他就跟誰好。」
- 媒體常評價廖燦昌為「公關高手」，原因為早期其被視為是藍營吳敦義人馬，但政治圈和金融圈傳出，早在2016政黨輪替前，廖就頻頻向綠營示好，因此即便任內爭議頗多，仍可穩坐公股行庫董座[19]。

## 家族背景
父親乃宜蘭縣員山鄉民廖同榮。廖同榮育有5子3女：長子廖朝煌新光人壽羅東分公司經理退休，次子廖燦昌擔任合作金庫銀行董事長，三子廖燦文為合作金庫銀行宜蘭分行經理，四子廖錫明創立雙固企業有限公司，五子廖子淵在大陸經營電子業。廖家孫子輩17人，有律師、電子工程師、教師，人才輩出。

## 資料來源
1. 1 2  聯合新聞網. . 聯合新聞網. 20200731T004314Z  [2020-07-31]. （原始内容存档于2020-09-03） （中文（臺灣））.
2. 1 2  財經頻道, 自由電子報. . 自由時報電子報. 2019-04-04  [2020-07-24]. （原始内容存档于2021-06-26）.
3. ↑  . 2019-12-17  [2020-07-31] （中文（臺灣））.
4. 1 2  https://www.facebook.com/ETtoday. . www.ettoday.net.   [2020-07-24]. （原始内容存档于2020-06-15） （中文（繁體））.
5. ↑  Storm.mg. . www.storm.mg. 2019-02-23  [2020-07-24]. （原始内容存档于2020-08-02） （中文（臺灣））.
6. ↑  三立新聞網. . www.setn.com. 2017-12-08  [2020-07-28]. （原始内容存档于2018-02-11） （中文（臺灣））.
7. ↑  財經頻道, 自由電子報. . 自由時報電子報. 2013-03-04  [2020-07-24]. （原始内容存档于2020-07-24）.
8. ↑  . 台灣新論.   [2020-07-27]. （原始内容存档于2020-07-27） （中文（臺灣））.
9. ↑  . www.upmedia.mg.   [2020-07-27]. （原始内容存档于2020-07-27）.
10. ↑  黃琴雅. . 新新聞周刊. 2017-11-08  [2020-07-28]. （原始内容存档于2020-11-29） （中文（臺灣））.
11. ↑  . 財訊雙週刊. 2019-04-18  [2020-07-28]. （原始内容存档于2020-07-28） （中文（臺灣））.
12. ↑  . www.upmedia.mg.   [2020-07-31]. （原始内容存档于2020-09-02）.
13. ↑  中時新聞網. . 中時新聞網.   [2020-07-24]. （原始内容存档于2021-01-27） （中文（臺灣））.
14. ↑  . 中央社. 2019-12-16  [2020-07-28]. （原始内容存档于2020-11-26） （中文（臺灣））.
15. ↑  https://www.facebook.com/ETtoday. . www.ettoday.net.   [2020-07-24]. （原始内容存档于2020-07-24） （中文（繁體））.
16. ↑  . 鏡週刊 Mirror Media. 2017-12-06  [2020-07-24]. （原始内容存档于2020-07-24） （中文（臺灣））.
17. ↑  . 鏡週刊 Mirror Media. 2019-12-04  [2020-07-27]. （原始内容存档于2020-08-15） （中文（臺灣））.
18. ↑  聯合新聞網. . 聯合新聞網. 20191216T111810Z  [2020-07-24]. （原始内容存档于2020-07-24） （中文（臺灣））.
19. ↑  . www.cmmedia.com.tw.   [2020-07-27]. （原始内容存档于2020-06-15）.

## 外部連結
- 合作金庫商業銀行
- 合作金庫商業銀行工會
- 臺灣中小企業銀行工會 （页面存档备份，存于）

## 其他
- 前任的面子比不上現任的桃子？
- 廖燦昌推KPI 公銀首例 （页面存档备份，存于）
- 台企銀遭爆料 員工不認購現增就減薪 （页面存档备份，存于）
- 台企銀解密，衡量後再三思(1) （页面存档备份，存于）
- 台企銀解密，衡量後再三思(2) （页面存档备份，存于）
- 【全文】助遠航詐貸合庫才起訴 廖燦昌又涉潤寅案害慘一銀 （页面存档备份，存于）